# أندي و لوكاس
أندي و لوكاس، هما ثنائي بوب إسباني مكون من أندريس موراليس ترونكوسو ( قادس ، 4 أبريل 1982م) ولوكاس غونزاليس غوميز ( قادس ، 28 سبتمبر 1982م).